# Gmina Løkken-Vrå
Gmina Løkken-Vrå (duń. Løkken-Vrå Kommune) – istniejąca w latach 1970–2006 gmina w Danii w  okręgu Jutlandii Północnej. Siedzibą władz gminy było miasto Vrå. Gmina Løkken-Vrå została utworzona 1 kwietnia 1970 na mocy reformy podziału administracyjnego Danii. 
Po kolejnej reformie administracyjnej w roku 2007 weszła w skład nowej gminy Hjørring.

## Dane liczbowe
- Liczba ludności: (♀ 4425 + ♂ 4403) = 8828
  - wiek 0–6: 8,0%
  - wiek 7–16: 13,7%
  - wiek 17–66: 62,1%
  - wiek 67+: 16,3%
- zagęszczenie ludności: 49,0 osób/km²
- bezrobocie: 7,2% osób w wieku 17-66 lat
- cudzoziemcy z UE, Skandynawii i USA: 84 na 10 000 osób
- cudzoziemcy z krajów Trzeciego Świata: 138 na 10 000 osób
- liczba szkół podstawowych: 5 (liczba klas: 64)

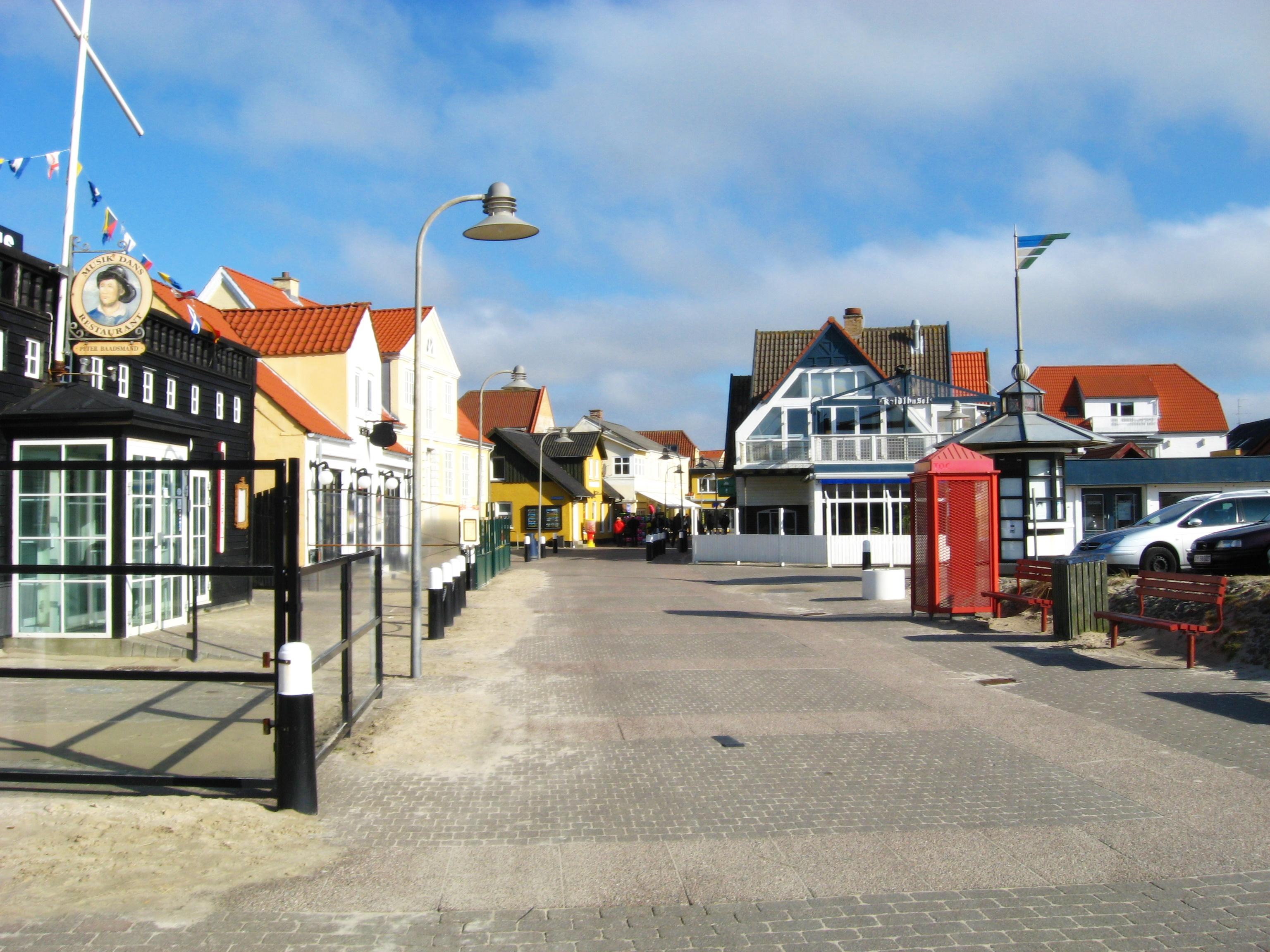
Løkken